# Badolato
Badolato (Badulàtu in calabrese) è un comune italiano di 2 814 abitanti della provincia di Catanzaro in Calabria. Fa parte del circuito de I borghi più belli d'Italia.

## Geografia fisica

### Territorio
Badolato è un borgo medievale situato su una collina tra due fiumare, la fiumara Granelli a nord e la fiumara Provvidenza a sud. Alle sue spalle a ovest, le Pre-Serre Calabresi e verso il mare a est (ad una distanza di circa 5 km dal borgo, detto anche Badolato Superiore) è nata, dopo gli anni '50, la frazione di Badolato Marina. Oltre alla frazione di Badolato Marina, il comune di Badolato include le frazioni di Chiesa degli Angeli e di Aquilia e la località Vodà.
Il comune di Badolato confina a nord con il comune di Isca sullo Ionio e con San Sostene (per un piccolo tratto), Brognaturo a ovest e Santa Caterina dello Ionio a sud. Il corso del torrente Gallipari segna il confine naturale tra il comune di Isca sullo Ionio e Badolato. Altre fiumare presenti nel territorio di Badolato sono il torrente Vodà e il torrente Ponzo a sud.
Per la sua posizione all'interno della Riviera degli Angeli, Badolato è stato chiamato anche "Borgo degli Angeli".

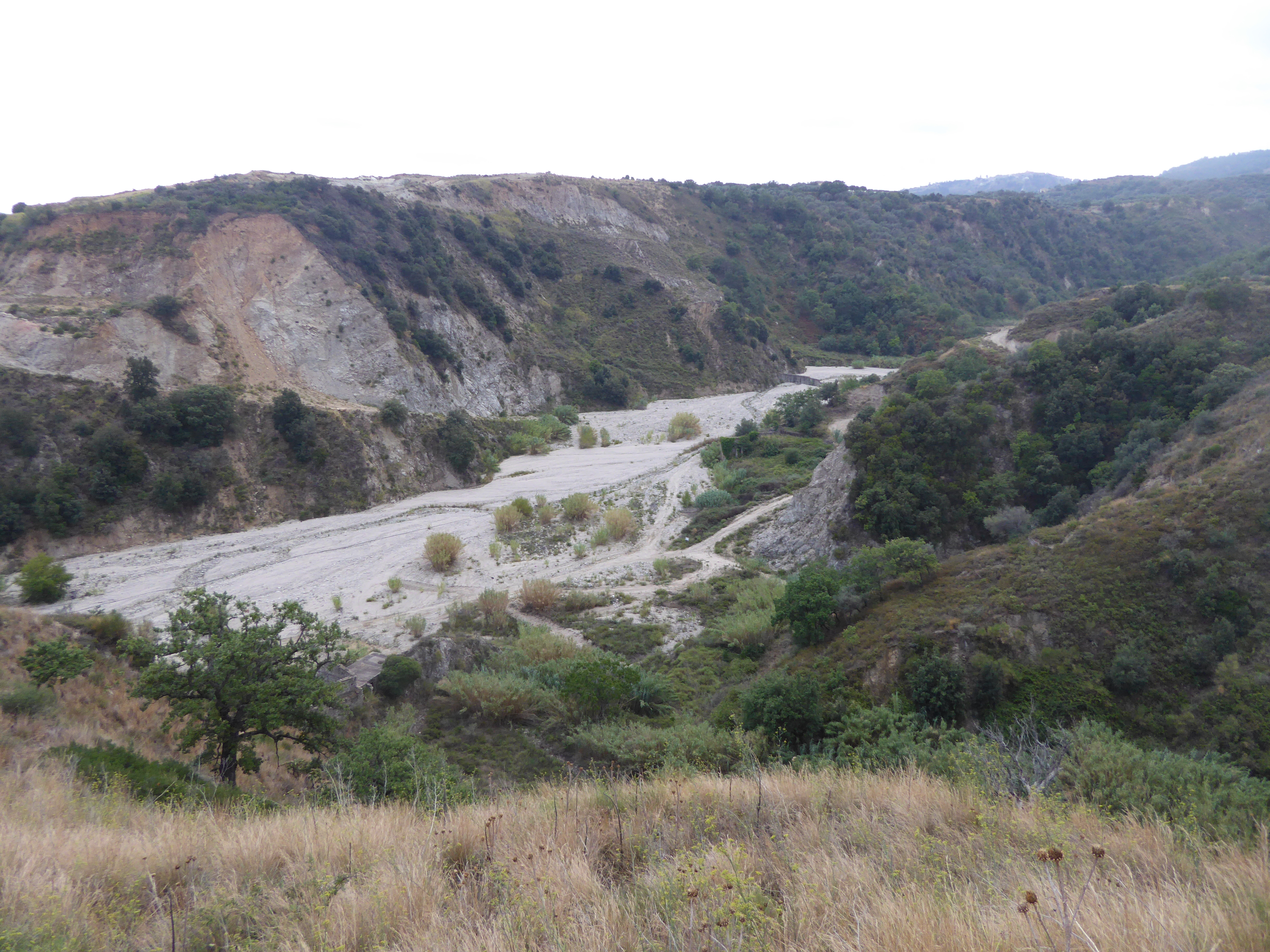
Torrente Vodà a Badolato
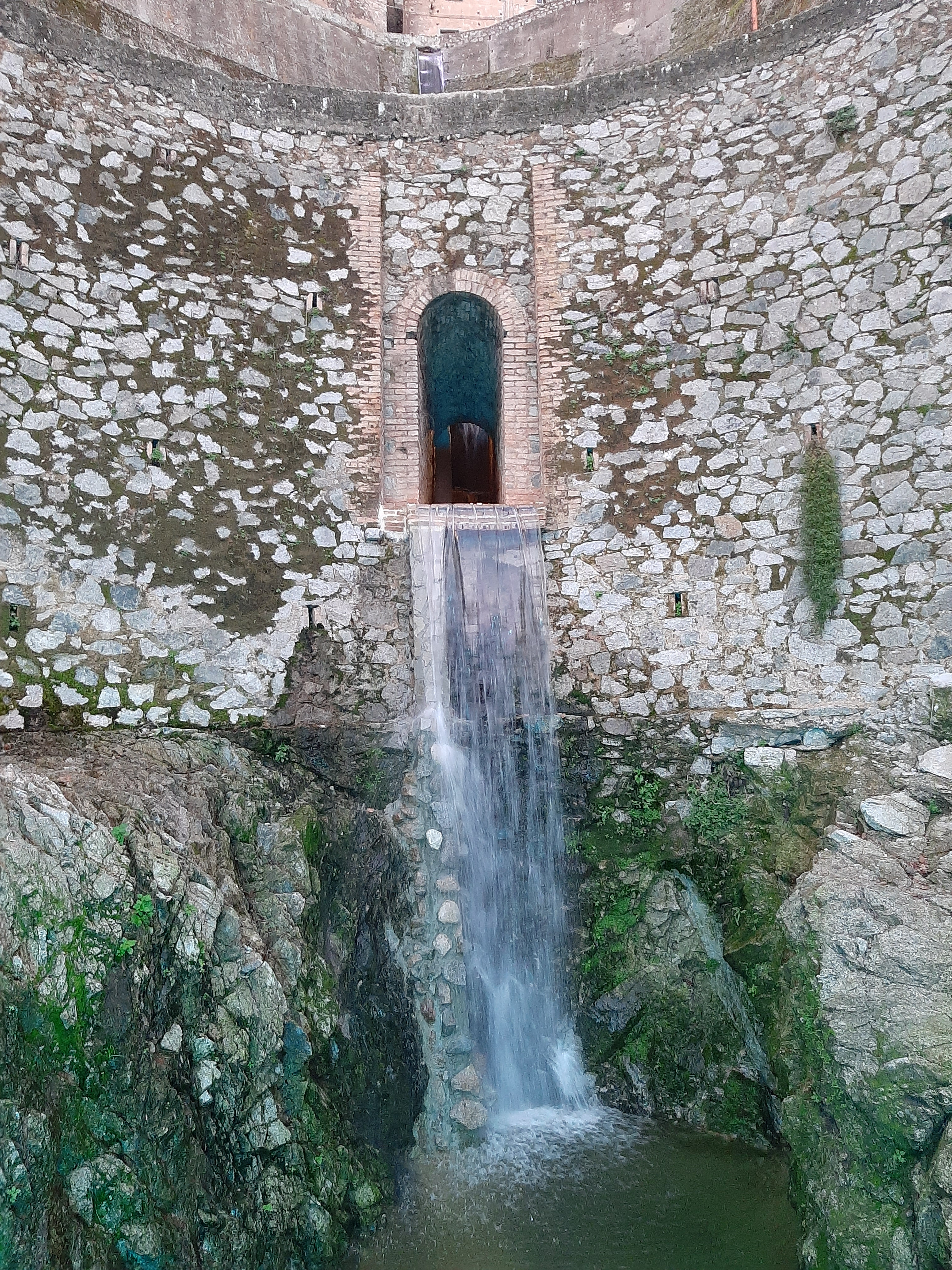
Cascata di Badolato
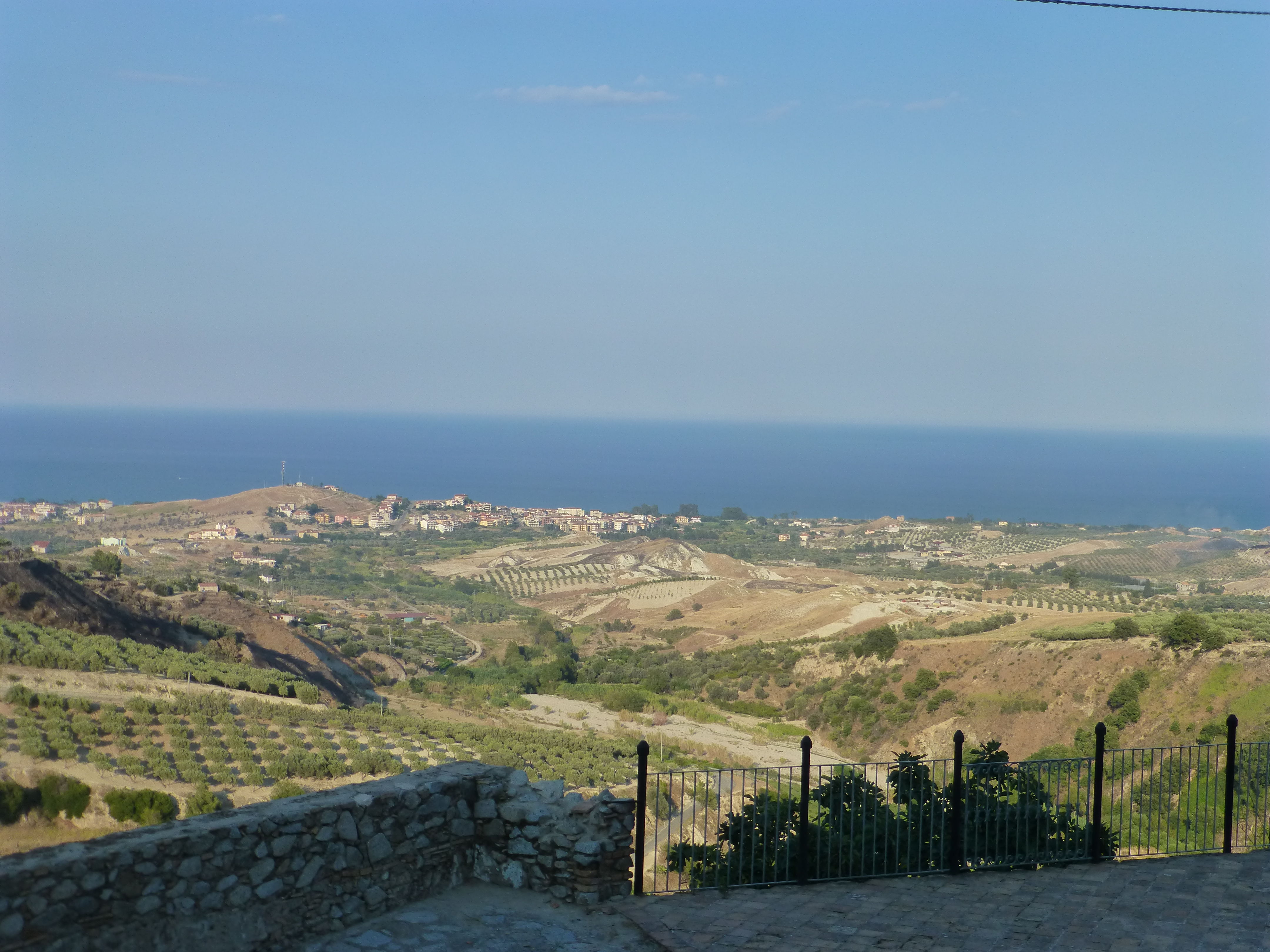
Panorama di Badolato Marina

### Clima
Il clima a Badolato Superiore è mite e moderato, con inverni notevolmente più piovosi rispetto al periodo estivo.
La temperatura media annuale è di 15,7 °C, con agosto il mese con temperature più alte (24,6 °C) e febbraio il mese con temperature più basse (8,2 °C).
La piovosità media annuale è di 820 mm. In particolare le piogge sono più scarse nel mese di luglio (10 mm) e più abbondanti nel mese di novembre (121 mm).
| [ 6 ]               | Mesi | Mesi | Mesi | Mesi | Mesi | Mesi | Mesi | Mesi | Mesi | Mesi | Mesi | Mesi | Stagioni | Stagioni | Stagioni | Stagioni | Anno |
| [ 6 ]               | Gen  | Feb  | Mar  | Apr  | Mag  | Giu  | Lug  | Ago  | Set  | Ott  | Nov  | Dic  | Inv      | Pri      | Est      | Aut      | Anno |
| ------------------- | ---- | ---- | ---- | ---- | ---- | ---- | ---- | ---- | ---- | ---- | ---- | ---- | -------- | -------- | -------- | -------- | ---- |
| T. max. media (°C)  | 10,9 | 11,1 | 13,8 | 16,4 | 20,6 | 25,7 | 28,5 | 28,6 | 24,0 | 20,3 | 16,0 | 12,2 | 11,4     | 16,9     | 27,6     | 20,1     | 19,0 |
| T. min. media (°C)  | 6,1  | 5,7  | 7,4  | 9,7  | 13,4 | 17,6 | 20,4 | 21,1 | 18,1 | 15,1 | 11,3 | 7,8  | 6,5      | 10,2     | 19,7     | 14,8     | 12,8 |
| Precipitazioni (mm) | 105  | 91   | 79   | 58   | 30   | 13   | 10   | 16   | 72   | 113  | 121  | 112  | 308      | 167      | 39       | 306      | 820  |

- Classificazione sismica: zona 2 (zona con pericolosità sismica media dove possono verificarsi forti terremoti),[7] Ordinanza PCM 3274 del 20/03/2003
- Classificazione climatica: zona C, 1.253 GR/G[8]
- Classificazione dei climi di Köppen: CSa[6]

## Origini del nome

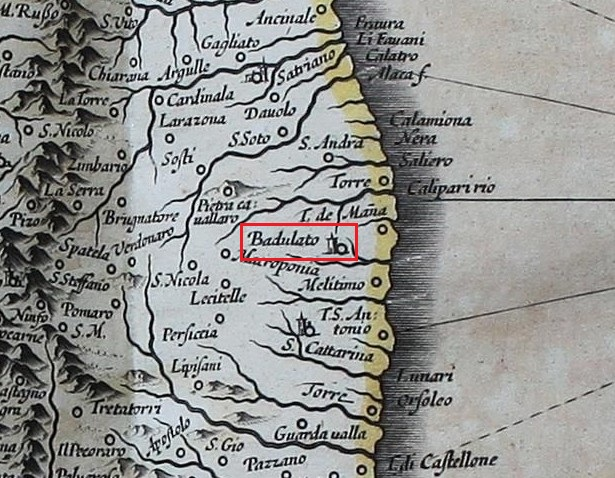
Il nome "Badulato" su un'antica mappa del XVII secolo

Il nome "Badulato" è indicato in un documento del 1114, che testimonia le donazioni del Conte Goffredo di Loritello e della madre Berta al Beato Lanuino e agli altri eremiti della Certosa di Santo Stefano del Bosco.
Esistono diverse ipotesi sull'origine del nome "Badolato", in passato denominato "Badulato" e "Vadolato". Una di queste ipotesi fa risalire il nome al latino "vadum latum", ovvero "guado largo" o "guado comodo", in riferimento alla possibilità di attraversare il guado del fiume comodamente.
Un'altra ipotesi collega il nome del borgo a quello del fiume Vodà, che scorre a fianco della collina sulla quale sorge Badolato. Il nome "Vadolato" secondo tale ipotesi significherebbe dunque "al lato del fiume Vodà".
Altre ipotesi di origine del nome di Badolato si riallacciano ai termini "vuda" (in riferimento alle piante lacustri di biodo presenti nei torrenti attorno), al tedesco "bad" o "bado" (bagno), al russo "voda" (acqua) e al greco "badòmai" (degno di dilezione).
Alcuni storici ritengono inoltre che il nome "Badolato" derivi dal nome di Filippo di Badolato, e non il contrario.

## Storia

### Età medievale
Le origini di Badolato si devono a Roberto il Guiscardo (1080), il quale fece erigere un castello fortificato.
Durante la dominazione dei Normanni, il territorio di Badolato rientrava nella Contea di Catanzaro. Attraverso una donazione ottenuta nel 1254, nel 1269 il feudo di Badolato passò dagli Angioini a Filippo di Badolato, che fu così ringraziato dal re per i servigi offerti.

L'anno successivo Filippo intraprese una guerra con il conte Pietro Ruffo di Catanzaro. Gli abitanti, rinchiusi nel borgo, vennero assediati dall'esercito del conte Ruffo (che contava circa 900 uomini), il quale infine riuscì a conquistare Badolato, nonostante Filippo avesse avvisato il re della minaccia.
Nel 1280 il feudo fu assegnato in concessione all’Ammiraglio Ruggiero di Lauria, che lo amministrò fino alla sua morte, giunta nel 1296. Escludendo questa breve parentesi, Badolato restò in mano alla casata dei Ruffo fino al 1453, con Marcantonio Ruffo, che l'aveva ottenuto nel 1451 da Loise d’Arena, sposo di Giovanna Ruffo. In seguito al matrimonio tra Margherita Ruffo e Giorgio Toraldo, il feudo passò poi alla famiglia Toraldo dal 1454 fino al 1578.

### Età moderna
Badolato passò poi ai Borgia Principi di Squillace (1596) e successivamente ai Ravaschieri, ai Pinelli (1692) ed infine ai Pignatelli di Belmonte (1779), che lo fecero gestire in suffeudo ai Gallelli fino alla fine della feudalità (1806).
Badolato subì gravi perdite e danni durante il terremoto del 1640 (che portò alla morte di 300 persone) e i seguenti terremoti del 1659 (19 morti e 140 case dirute) e del 1783.

### Età contemporanea
Badolato venne colpito in epoca più recente dal terremoto del 1905, dal terremoto del 1947 e da un'alluvione nel 1951. A seguito di tali calamità, lo Stato Italiano costruì le prime case della frazione di Badolato Marina, situata in prossimità della costa, a pochi chilometri di distanza dal nucleo originario di Badolato. Il trasferimento di molti abitanti del borgo verso Badolato Marina ha causato lo spopolamento del borgo, tanto che ne 1986 fu indicato provocatoriamente come "paese in vendita" in un articolo sul quotidiano Il Tempo.
A dicembre 1997 la nave da carico Ararat si arena a pochi metri dalle coste di Badolato. 339 rifugiati politici ed esuli curdi sono quindi accolti all'interno di case messe a disposizione dal Comune di Badolato e dai cittadini privati.
Nel 2014 e nuovamente nel 2025 il comune fu sciolto per infiltrazioni mafiose.
Nel 2024 il borgo di Badolato ha partecipato all'11ª edizione della competizione "Il Borgo dei Borghi", classificandosi al secondo posto tra i borghi più belli d'Italia.

### Simboli

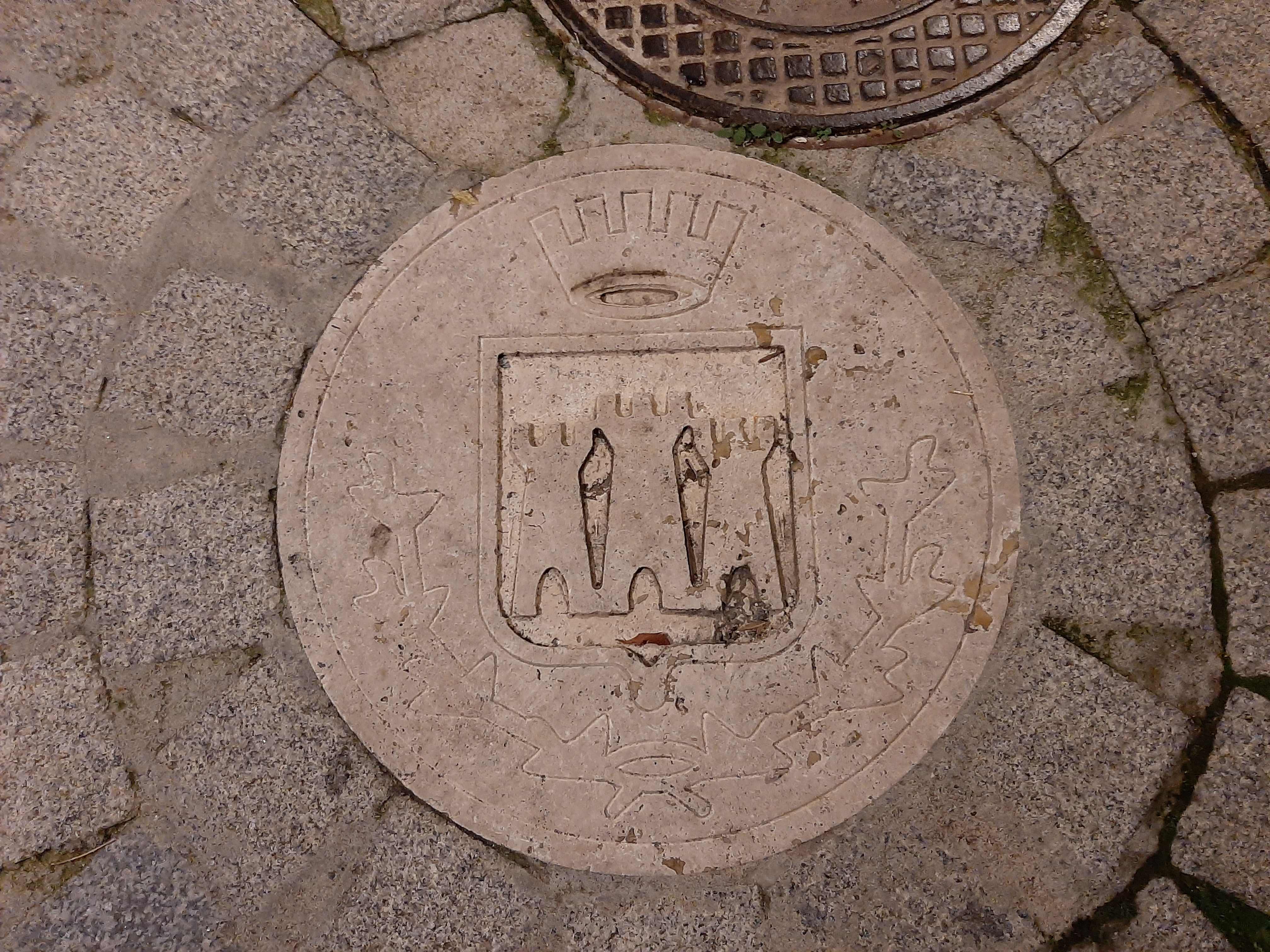
Stemma di Badolato scolpito a terra in una viuzza

Lo stemma di Badolato è costituito da uno scudo con dentro tre torri e sovrastato da una corona regale a cinque torri.
Il gonfalone di Badolato presenta una blasonatura di colore azzurro.

## Monumenti e luoghi d'interesse

### Architetture civili
Le architetture civili di Badolato includono:
- Palazzo Gallelli (1598[28]): appartenuto originariamente alla famiglia nobile Gallelli, fu poi venduto al Comune di Badolato.[29] Fu restaurato dal Comune negli anni '80.[29]
- Palazzo Menniti (XVII secolo): situato nella parte alta del borgo;[30] è provvisto di un portale in granito.[30]
- Palazzo Paparo (XVIII secolo): in passato ha svolto diverse funzioni, quali: asilo infantile, orfanotrofio maschile e scuola elementare.[28]
- Palazzo Caporeale (XVIII secolo): situata di fronte alla chiesa madre;[5] è stato scelto come sede del Comune di Badolato.[5]

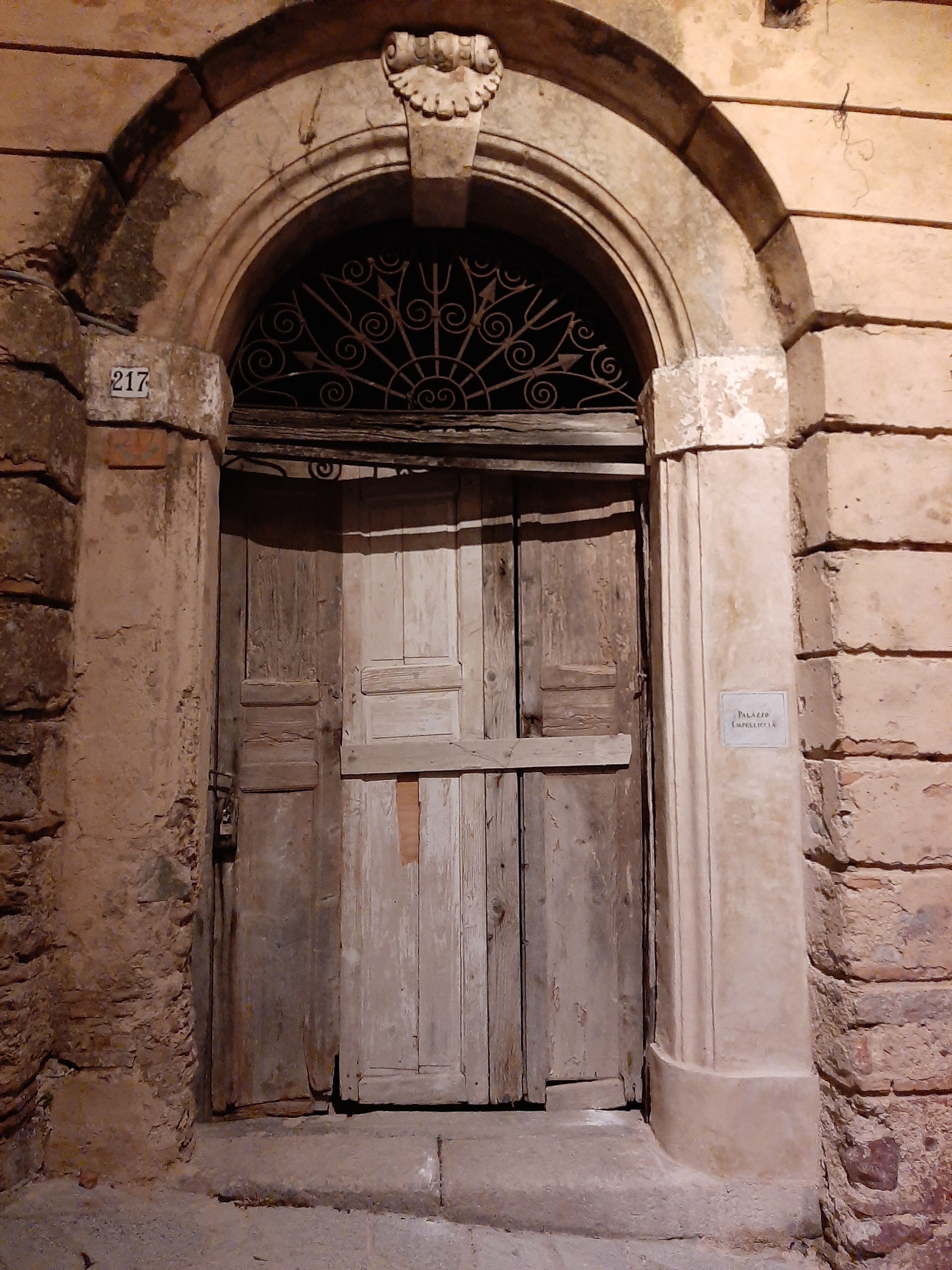
Portone del Palazzo Impelliccia
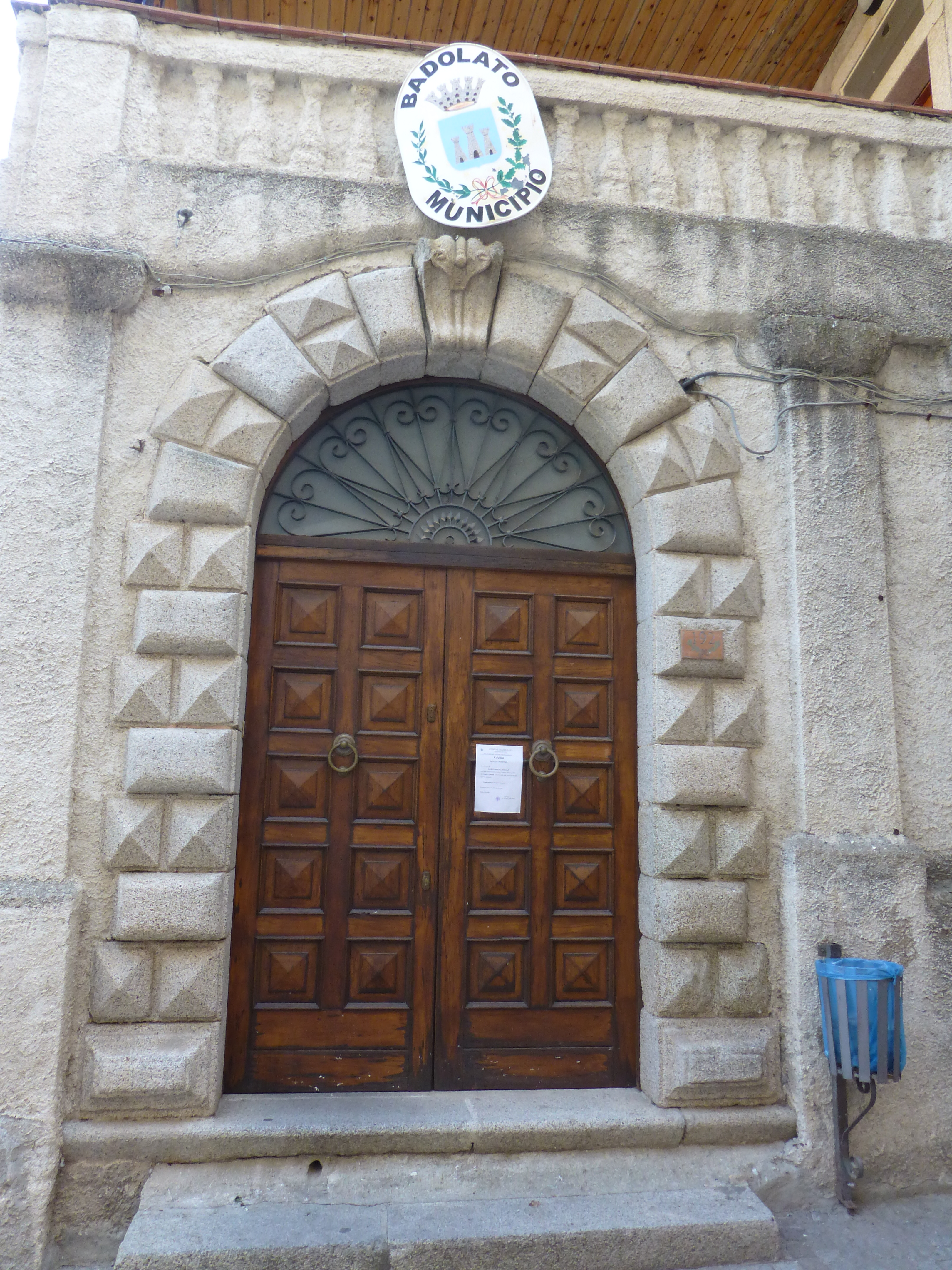
Municipio di Badolato

### Architetture religiose
A causa dell'elevato numero di chiese presenti, Badolato è stato denominato anche "Borgo delle Chiese". Nel territorio di Badolato si contano infatti decine di chiese, tra cui:
- Chiesa di Santa Maria della Sanità: situata sul monte Isidoro,[32] dove sorgeva un antico monastero basiliano dell'XI secolo (monastero di San Isidoro Agricola),[28] del quale costituisce quanto rimane;[33] dietro l'altare custodisce i resti di un affresco di epoca tardo-bizantina (secolo XV),[9][33] che raffigura la Pietà, un Santo e l’Eterno.[33]

- Chiesa e Convento Francescano della Madonna degli Angeli (XVII secolo), situata in località San Rocco,[34] su una piccola collina denominata "Petta degli Angeli".[28] Al suo interno è custodita la macchina barocca della “Madonna degli Angeli musicanti” (1640-1644) di Fra' Diego da Careri.[9] A partire dal 1987 ospita una delle comunità di recupero per i tossicodipendenti di "Mondo X", fondata negli anni '60 da Padre Eligio.[35][36]

- Chiesa di Santa Caterina d'Alessandria: collocata nel rione storico U Mancusu.[9] La sua esistenza è attestata in un documento del 1310.[37] Nel 1646 è stata oggetto di restauro.[37] Al suo interno sono presenti il soffitto ligneo composto da 558 cassettoni del 1839[37][28] e un affresco del XVI secolo che raffigura lo Sposalizio mistico di santa Caterina d’Alessandria con Gesù bambino.[37]

- Chiesa del Convento di San Domenico, denominata anche chiesa di Santa Maria del Soccorso[38] o "do Monastèri"[38] (del monastero). Il convento domenicano, di cui faceva parte la chiesa, fu costruito nel 1538.[38] La chiesa contiene antichi affreschi sulla volta attribuiti al pittore Guglielmo Borremans (XVIII secolo)[38] e un dipinto ad olio su tela, sempre del XVIII secolo, che raffigura Santa Maria del Soccorso mentre protegge un bambino da Satana.[38]

- Chiesa dell'Annunziata (1654), ad una navata singola, si pensa facesse parte del castello vicino.[39][5]

- Chiesa della Provvidenza: situata nel rione storico U Destru. Fu costruita per volere e con i soldi del campano Salvatore Aponte, trasferitosi nel 1840 circa nel borgo, dove si racconta abbia trovato fortuna rinvenendo del denaro su un campo da lui acquistato a Badolato,[40] nei pressi del fiume chiamato Fiumarella della Provvidenza.[28]

- Chiesa Matrice del Santissimo Salvatore, anche denominata chiesa di Sant’Andrea Avellino o chiesa della Trasfigurazione:[41] è la chiesa madre di Badolato.[9] La sua esistenza è documentata già nel 1248, ma la struttura odierna risale al XVII secolo.[41] Al suo interno contiene un'antica statua lignea del XVII secolo che raffigura il santo patrono di Badolato.[9][41]

- Chiesa di Santa Maria in Crignetto (secolo XVII): ad una singola navata, stranamente caratterizzata da un tetto a due falde particolarmente spioventi, tipiche delle aree di montagna.[42] Si pensa che il nome della chiesa sia legato alla sua posizione sul crinale.[28]

- Chiesa di San Nicola (XIV secolo), rimasta danneggiata a seguito dell'alluvione del 1951.[43] Anticamente era la parrocchia più ricca del borgo per via delle sue proprietà fondiarie.[28]

- Chiesa dell'Immacolata: risalente al 1686, fu poi oggetto di restauro nel 1859,[44] come indicato su una scritta nella nicchia del portale in granito.[5]

- Chiesa del Carmine (XVII secolo): situata nella zona sud del borgo, vicino alla chiesa madre.[28]

- Chiesa dei Santi Angeli Custodi (1956): situata nella frazione di Badolato Marina.[28] Custodisce al suo interno un affresco bizantino del XV secolo e un altare del XVIII secolo.[28]

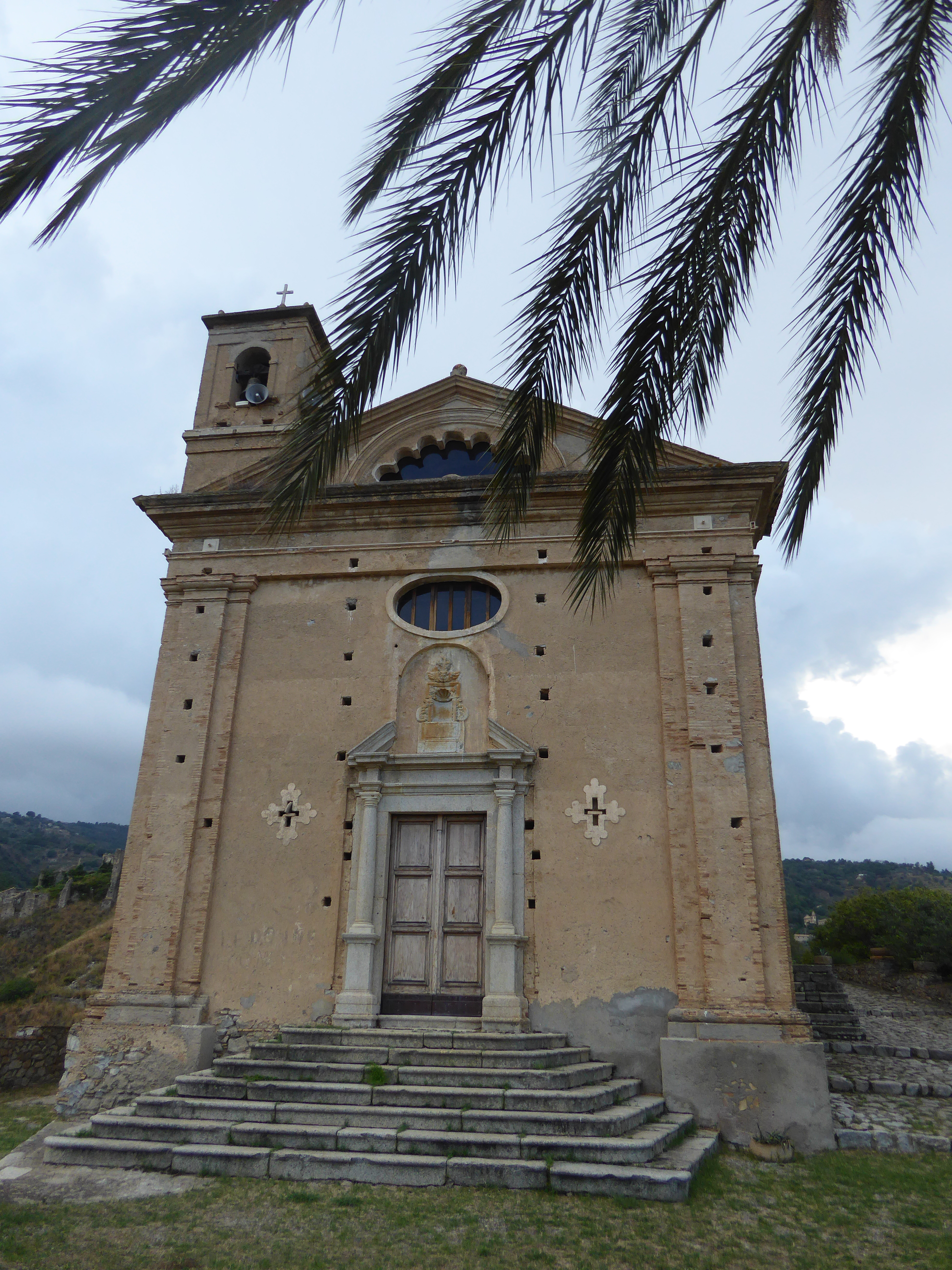
Chiesa dell'Immacolata
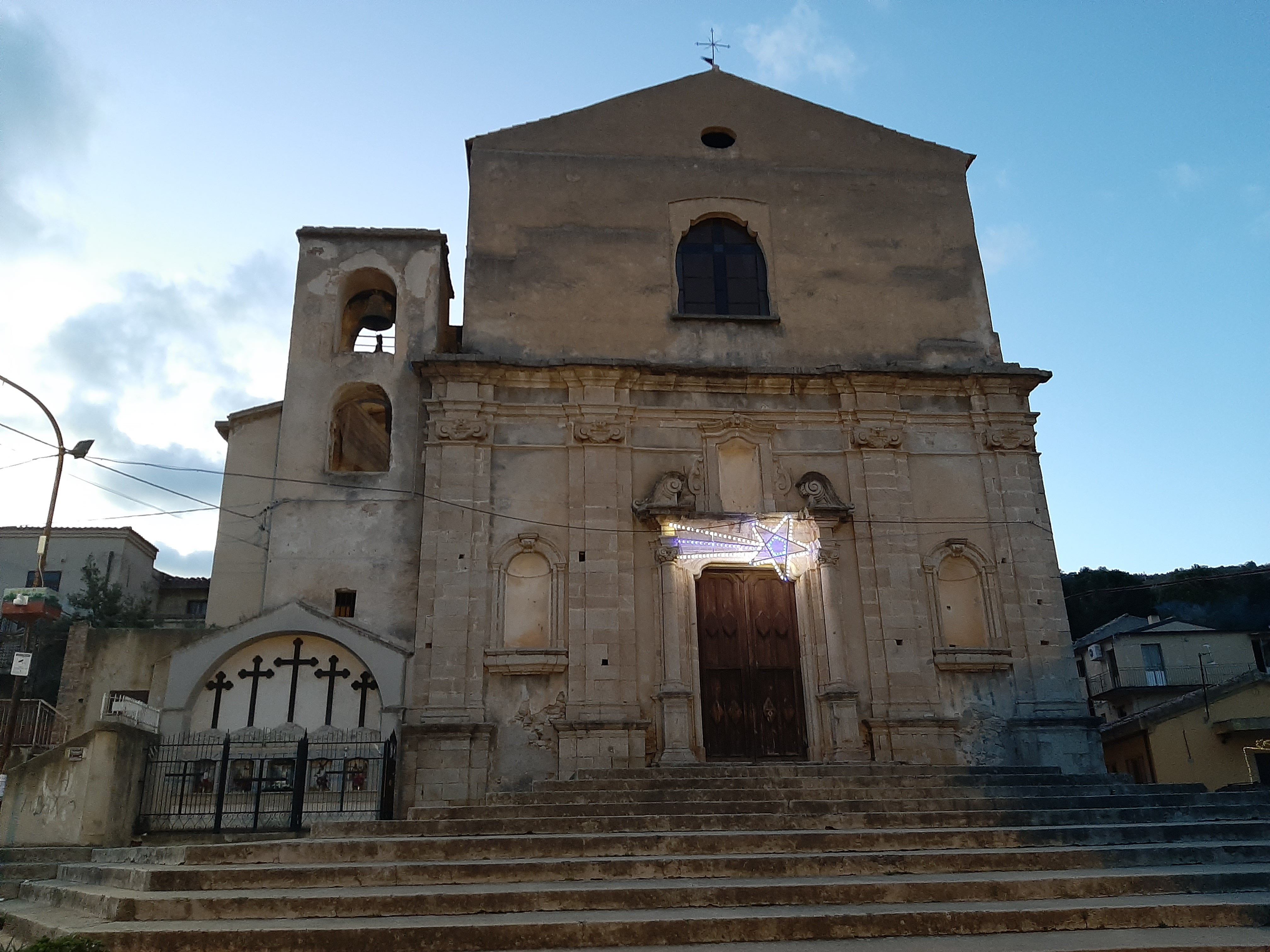
Chiesa di San Domenico
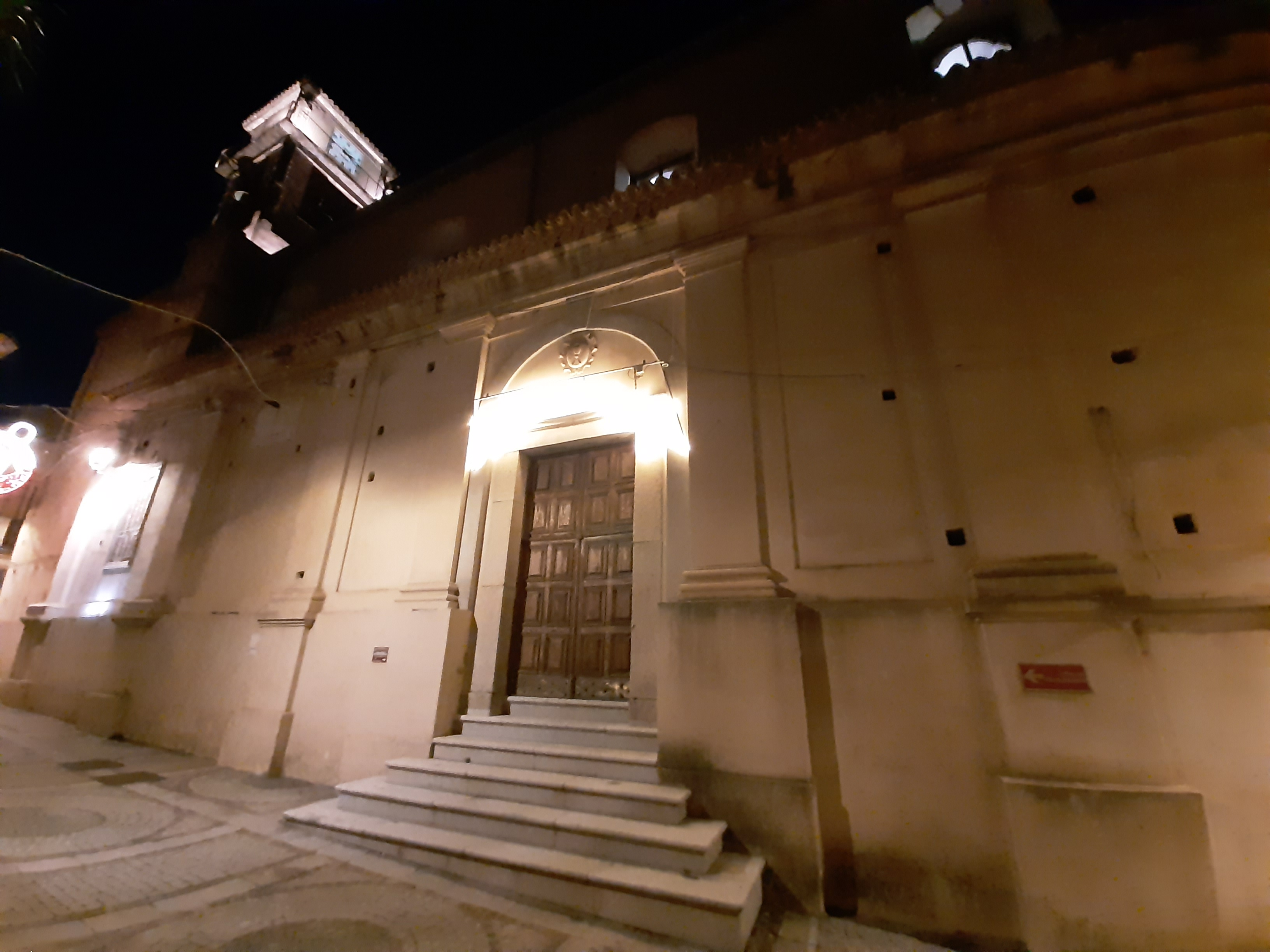
Chiesa matrice del Santissimo Salvatore
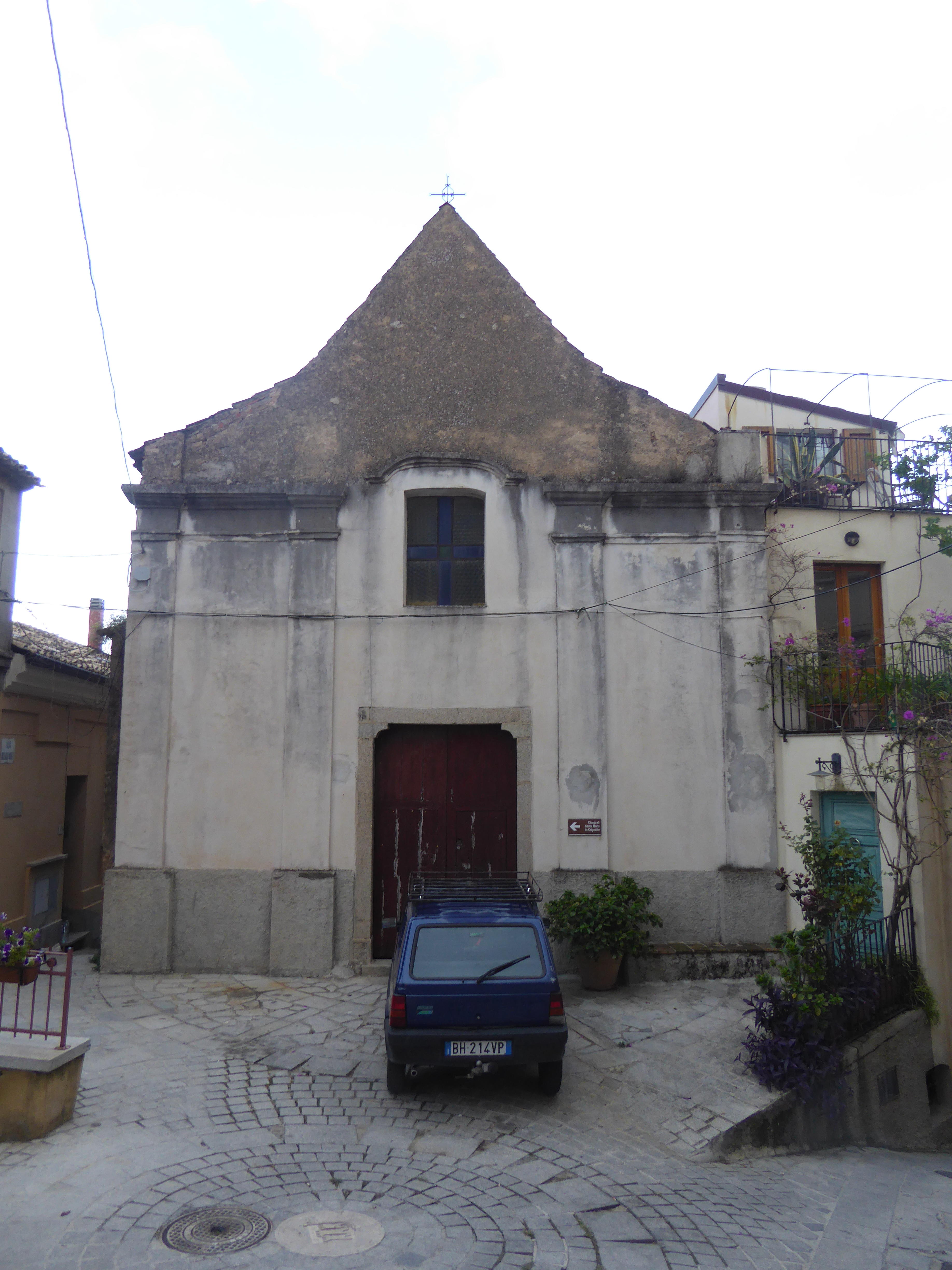
Chiesa di Santa Maria in Crignetto
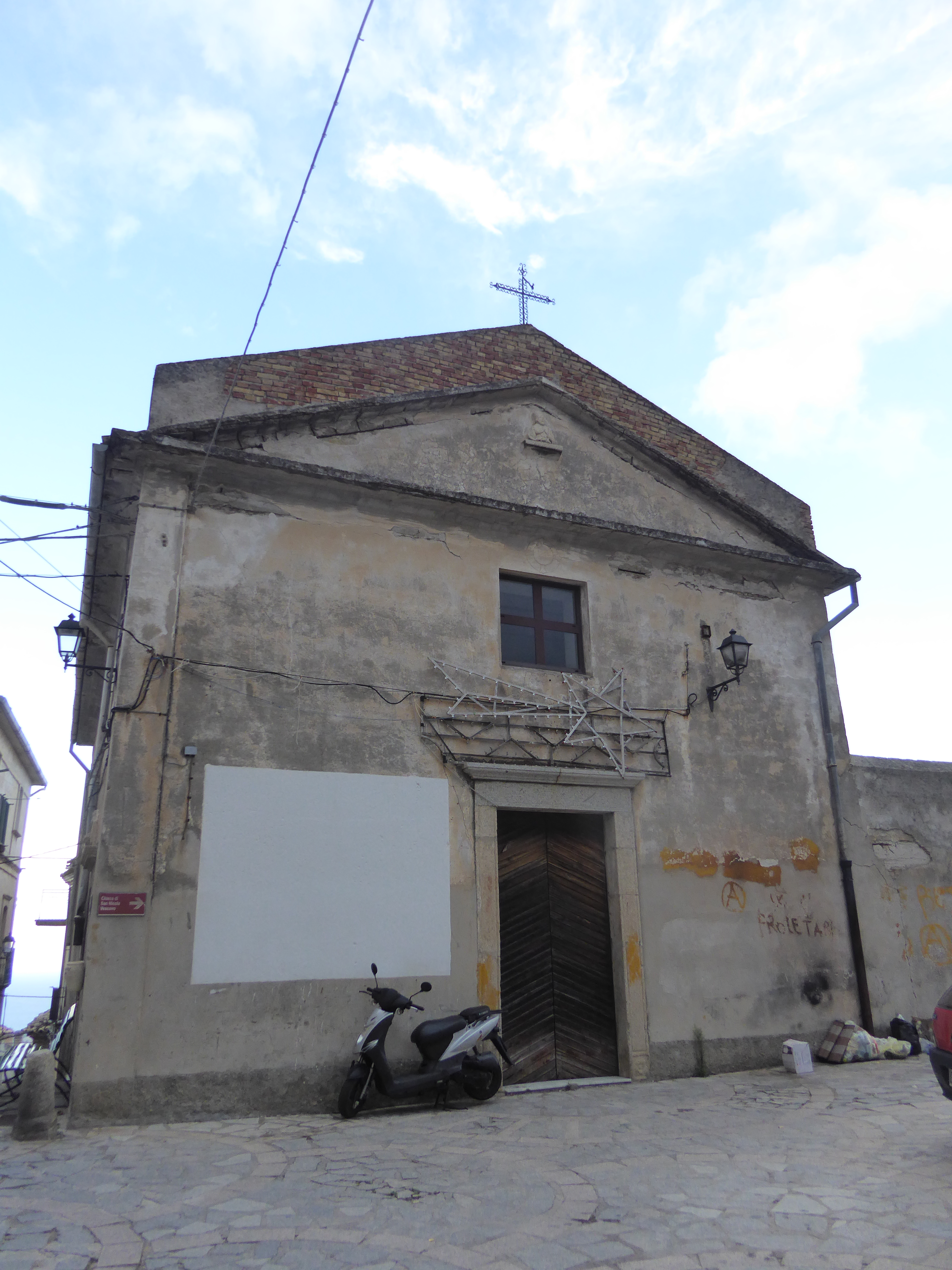
Chiesa di San Nicola
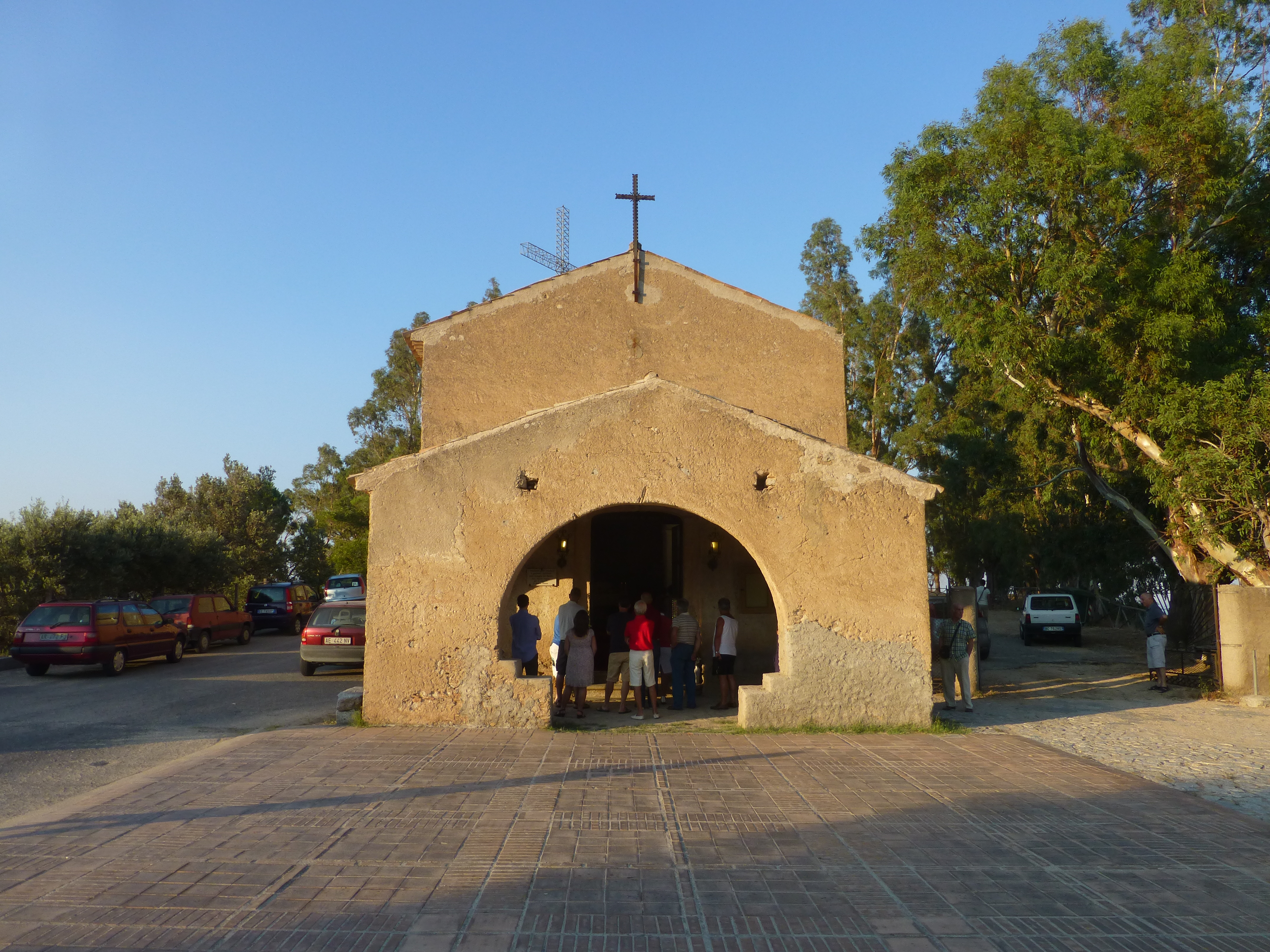
Chiesa di Santa Maria della Sanità

### Architetture militari
- In piazza Castello di trovava il castello di Badolato, costruito nel 1100;[28] indebolito dall'alluvione del 1951,[19] fu espropriato e demolito dal Comune nel 1968.[5]

- Il castello Gallelli, costruito nel XIX secolo dalla famiglia Gallelli, si trova su un colle a poca distanza dal borgo, su un latifondo di circa 630 ettari.[5][28]

- La torre campanaria, anche chiamata "Torre delle Ore" (1539)[5] è situata nel centro del borgo di Badolato,[9] originariamente aveva la funzione di torre di avvistamento[5] ed era alta 26 metri.[45] Subì delle modifiche nell'altezza nel 1934 per motivi di sicurezza[5][45] e nel 1951 come conseguenza dell'alluvione.[5][45]

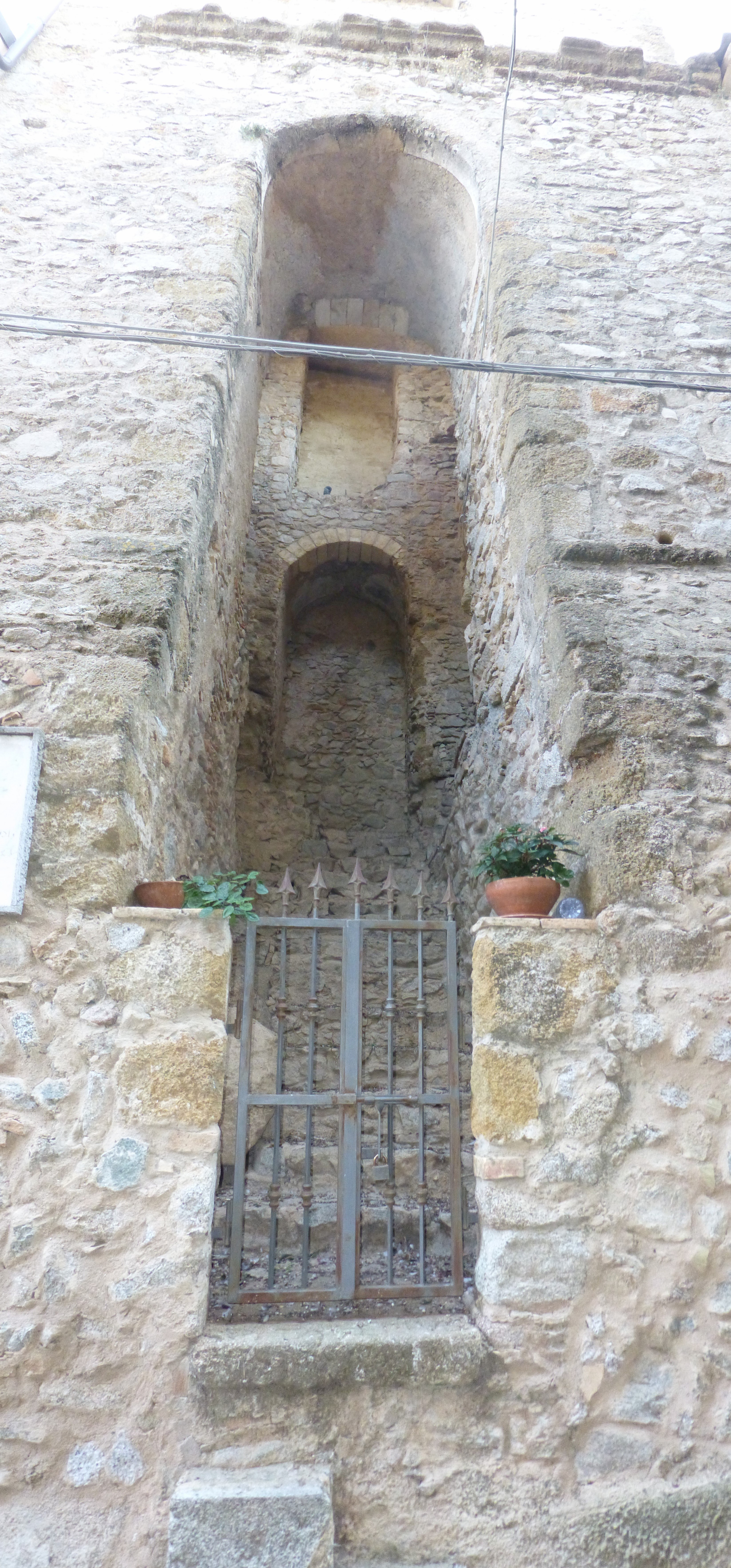
Torre campanaria

## Società

### Evoluzione demografica
Abitanti censiti

### Etnie e minoranze straniere
Secondo i dati ISTAT, al 31 dicembre del 2016 i cittadini stranieri residenti a Badolato erano 206. Le nazionalità maggiormente rappresentate erano:
- Marocco: 32
- Turchia: 29
- Romania: 26

### Tradizioni e folclore
Durante il periodo pasquale, in particolare nei giorni di venerdì santo, sabato santo e durante la Pasqua, nel borgo di Badolato si svolgono diverse manifestazioni religiose:
- Il venerdì santo ha inizio dalla Chiesa di San Domenico la tradizionale processione guidata da un coro maschile che intona canti a cappella.[48] Il corteo segue con la statua di Gesù Cristo sul letto funebre, la banda musicale e la statua della Madonna Addolorata.[48] I partecipanti alla processione indossano abiti bianchi e mantello nero.[48] La processione attraversa per diversi chilometri le viuzze del borgo, fino a raggiungere il convento francescano di Santa Maria degli Angeli.[48]
- Il sabato santo ha luogo la rievocazione storica della crocifissione di Gesù, che parte dalla chiesa dell'Immacolata e termina nel convento francescano di Santa Maria degli Angeli.[48] I partecipanti sono vestiti con abiti che rappresentano Gesù, i soldati romani, le donne in lutto, i condannati e altre figure della storia della crocifissione, accompagnati dalla banda musicale.[48] Tra i figuranti sono presenti anche i flagellanti, coperti da lunghe vesti bianche con cintura e cappuccio, che si percuotono con strumenti metallici rumorosi.[48]
- Il giorno di Pasqua si svolge A Cunfrunta, organizzata dalla confraternita di San Domenico,[28] che rappresenta l'incontro tra la Madonna e Gesù Risorto.[28] Durante la rappresentazione, i membri della confratenità sono vestiti con mantelli neri come simbolo di dolore e lutto, mentre la Madonna indossa inizialmente un mantello nero, che viene poi sostituito da un mantello bianco durante la processione.[28] Durante l'evento, i partecipanti corrono con gli stendardi delle confraternite e le statue di Gesù e la Madonna.[48] Dopo l'incontro di Gesù e la Madonna, gli stendardi sono tenuti sui denti e fatti oscillare con delle corde.[48]

Altre manifestazioni religiose tradizionali del borgo sono la festa di Sant'Andrea di Avellino (10 novembre) e la festa di Santa Caterina d'Alessandria (25 novembre).

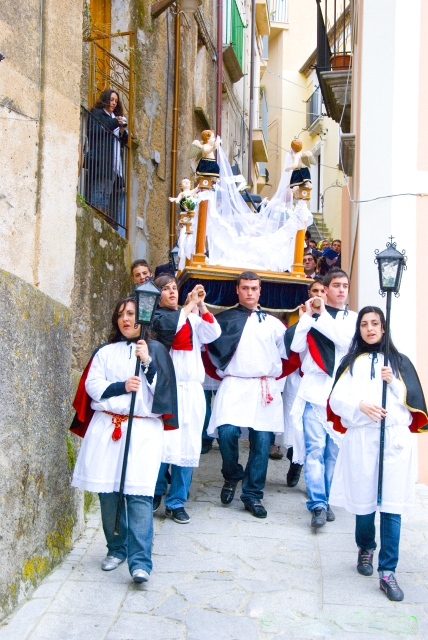
Processione del Venerdì Santo (2009)
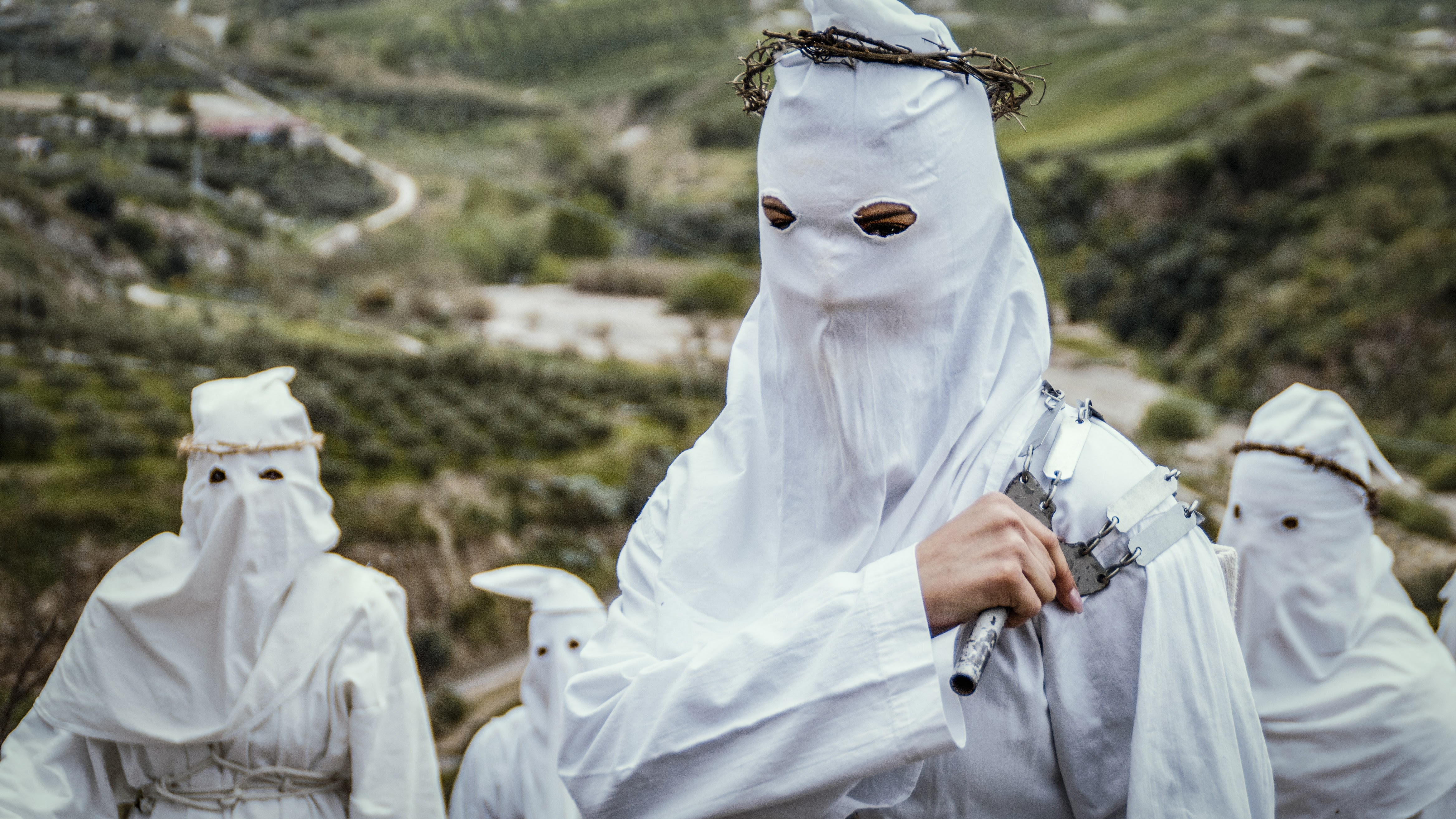
Flagellanti della Via Crucis durante il Sabato Santo (2016)

### Istituzioni, enti e associazioni
Il comune di Badolato fa parte dell'Unione dei Comuni del Versante Ionico, assieme ai comuni di Guardavalle, Santa Caterina dello Ionio, Isca sullo Ionio, Sant'Andrea Apostolo dello Ionio, San Sostene, Davoli e Cardinale.

## Cultura
L'Associazione culturale "La Radice", con sede a Badolato, promuove le tradizioni del territorio badolatese, anche tramite la pubblicazione di articoli e libri divulgativi.

### Biblioteche
La biblioteca Gesualdiana “Charles Baudelaire” contiene una vasta collezione di libri e documenti (tra cui molti sulla storia medievale) raccolti dallo studioso Antonio Gesualdo. La biblioteca è situata all'interno della sua antica abitazione, nel palazzo Militerna.

### Cinema
Nel 2010 Badolato ha fatto da location per la scena iniziale del cortometraggio "Il Volo", del regista Wim Wenders.

### Cucina
Prodotti culinari e piatti tipici del borgo di Badolato sono:
- mastazzola e' vinucottu (mustazzoli di vino cotto),[9][53] dolci preparati con "vino cotto" (mosto) e consumati tradizionalmente durante i festeggiamenti nuziali.
- carciofini selvatici sott'olio
- riso, finocchja ‘e timpi e nduja: riso con finocchio selvatico e 'nduja[9]
- pana 'e maju: pane casareccio coi fiori di sambuco[9]
- pasta 'e casa cu' a carna 'e crapa: pasta fatta in casa col sugo della carne di capra[9]
- lambehri al sugo: lumache al sugo[9]
- pasta e lambehri: pasta con le lumache[9]

## Geografia antropica

### Urbanistica
Il borgo di Badolato, percorso da viuzze strette e tortuose, si estende in direzione est-ovest. Corso Umberto I rappresenta la via principale del borgo e lo percorre per tutta la sua estensione, dalla chiesa di San Domenico fino alla porta medievale 'e Jàpacu, dividendolo in due parti:
- U Destru è il rione storico a sud del Corso Umberto I, dalla parte della fiumara Provvidenza[55]
- U Mancùsu è il rione storico a nord del Corso Umberto I,[56] dalla parte della fiumara Granelli

Altri rioni storici di Badolato sono:
- lo Spinetto, situata nella zona ovest del borgo, tra il castello e il monastero di San Domenico;[56]
- Jusutèrra, situata nella zona est del borgo, dalla chiesa di Santa Maria in Crignetto al Bastione.[56]

Al centro del borgo, dove una volta si trovava il castello di Badolato, si trova piazza Castello.

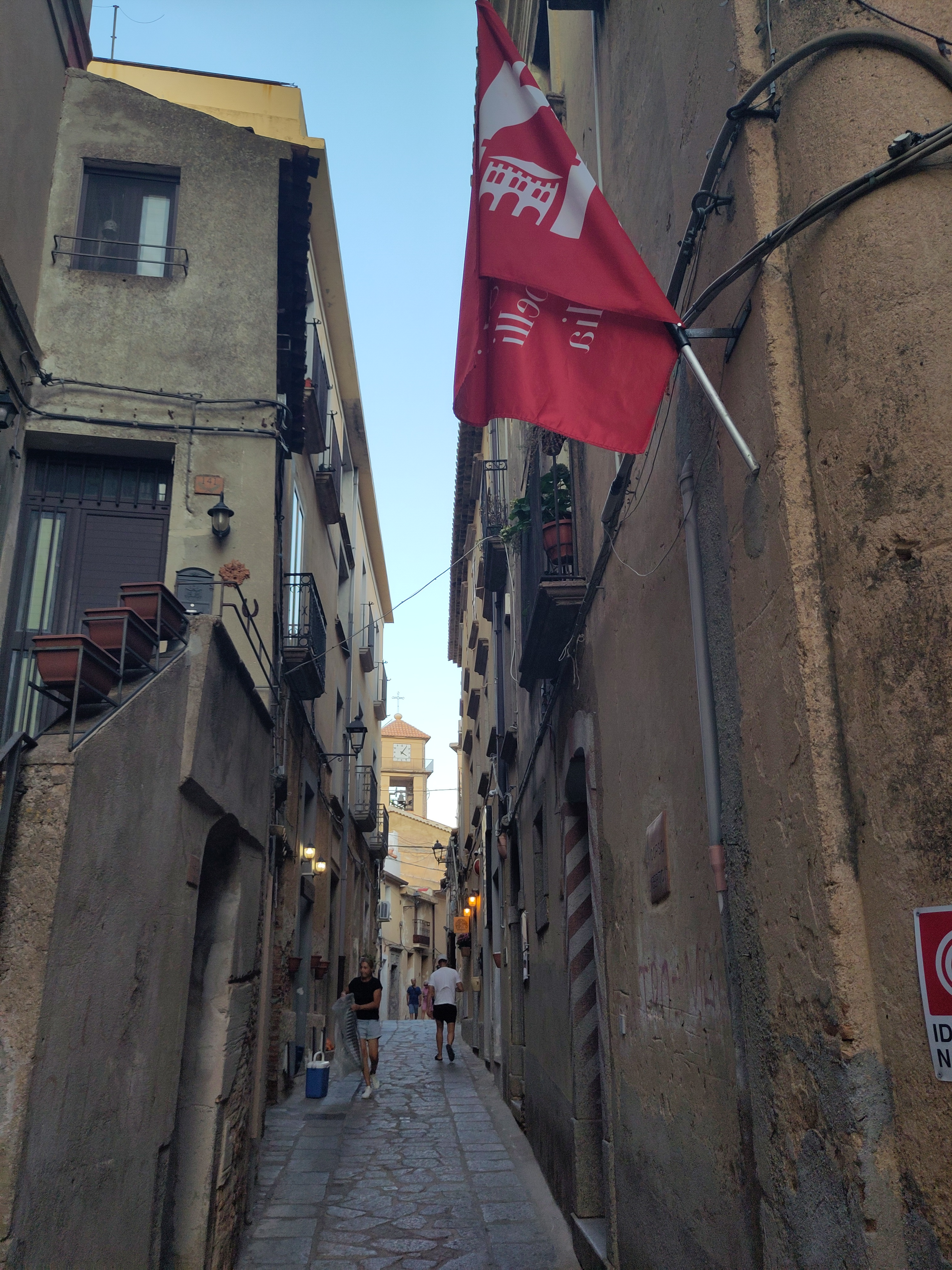
Corso Umberto I
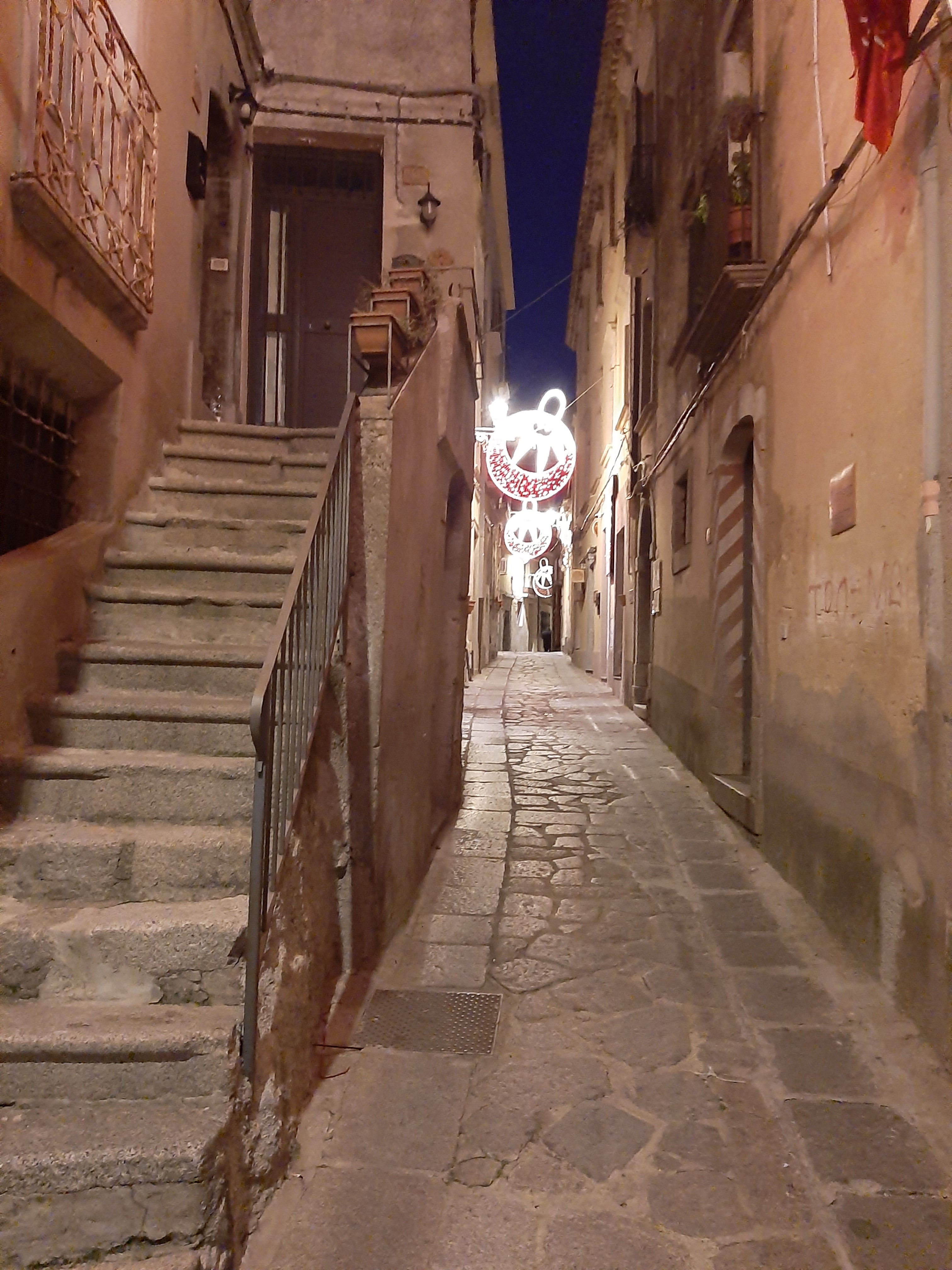
Una tipica viuzza lastricata a Badolato
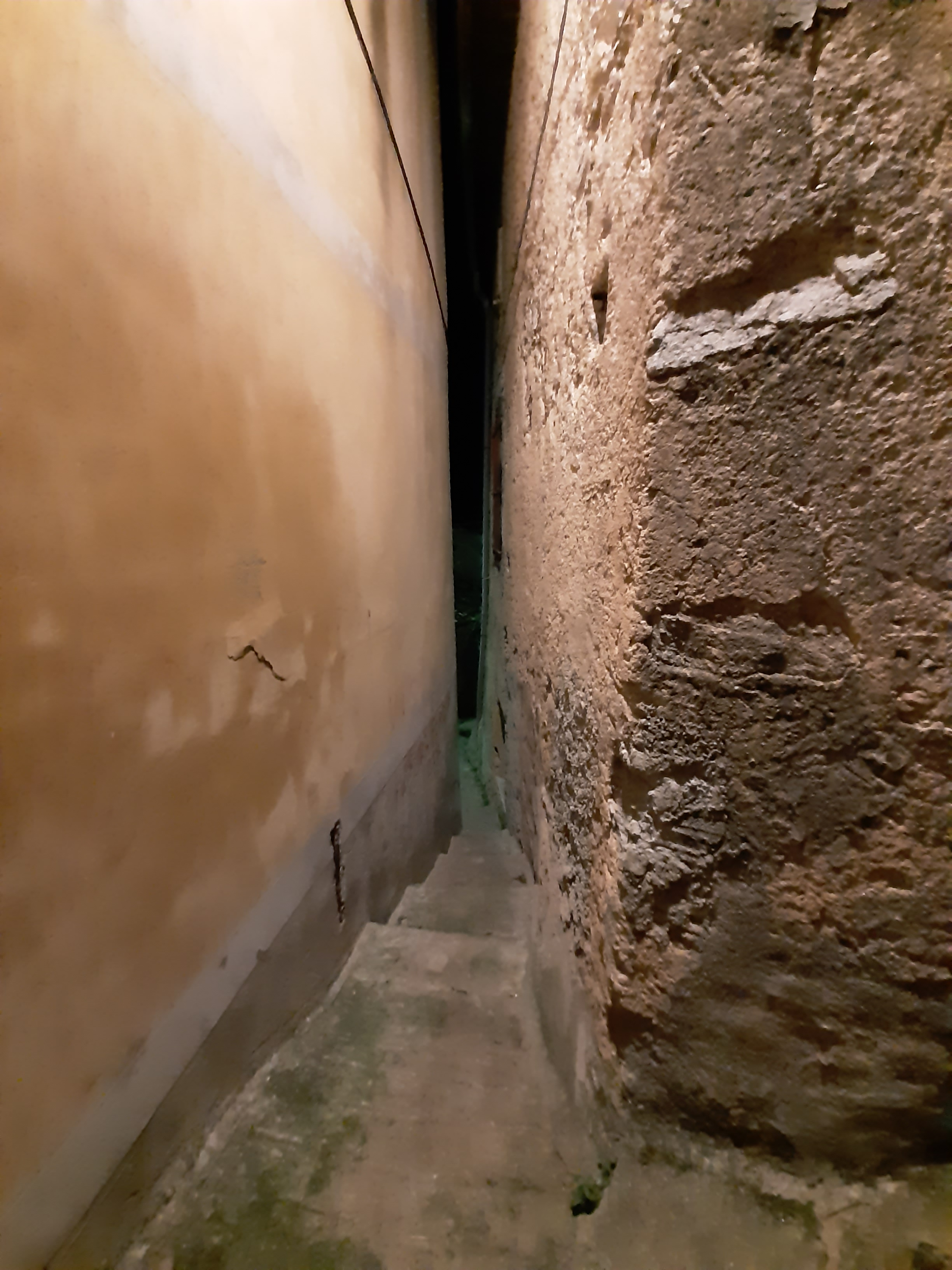
La viuzza più stretta di Badolato

## Economia
L'economia di Badolato, una volta basata sull'agricoltura (olive, vini, frutta) e l'artigianato, si basa sul turismo grazie ai visitatori sia del borgo sia della frazione di Badolato Marina, che è dotata di un porto turistico, denominato "Le Bocche di Gallipari".
La memoria storica degli antichi mestieri di Badolato è conservata tramite l'allestimento del "Museo diffuso" di Badolato, visitabile attraversando le strade del borgo, a cui appartengono la forgia (o bottega del fabbro-maniscalco), la bottega del sarto-barbiere e la bottega del falegname.
All'interno del borgo sono inoltre ancora visibili i "catoi", antiche cantine scavate nella roccia.

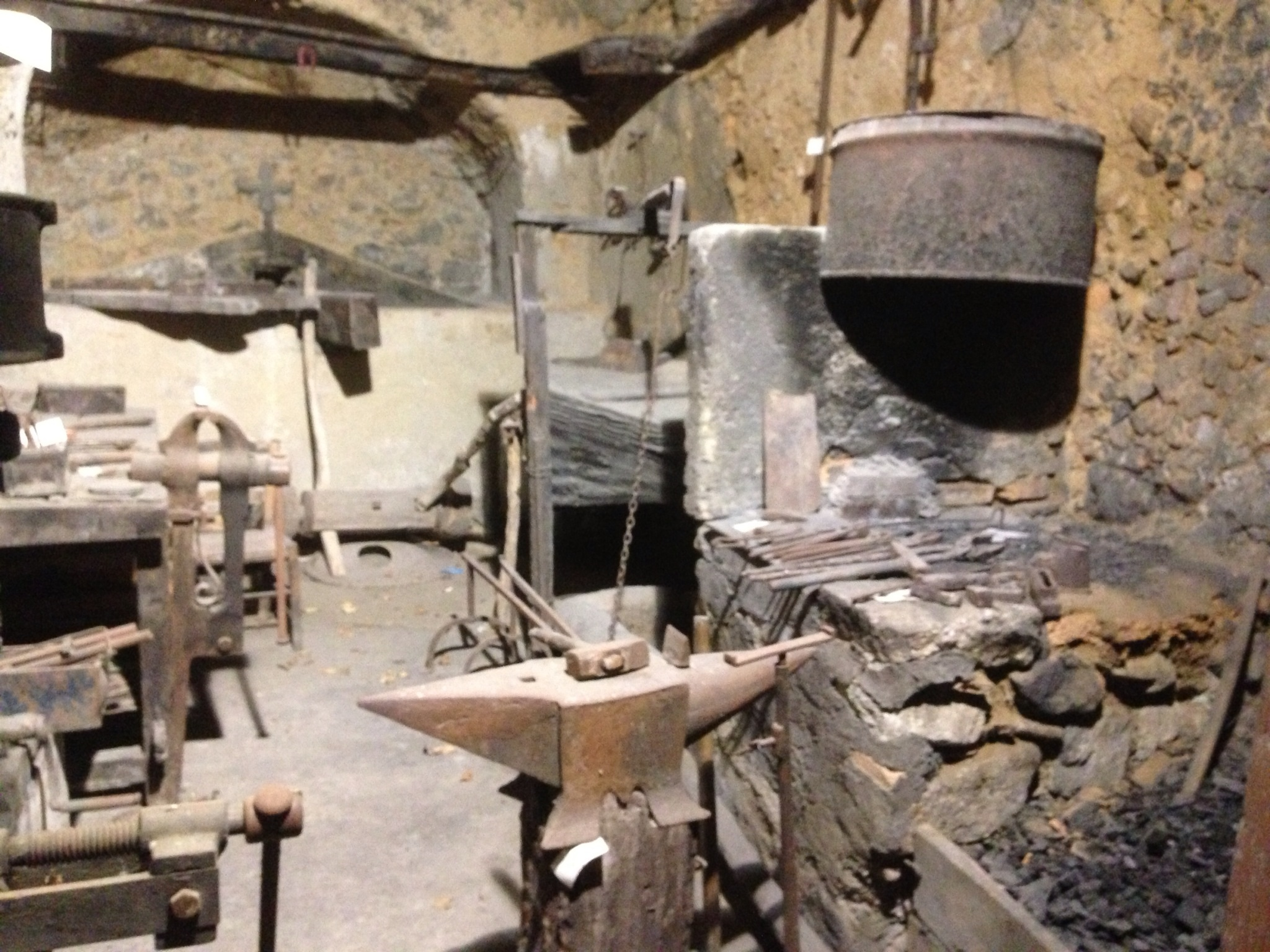
Antica forgia
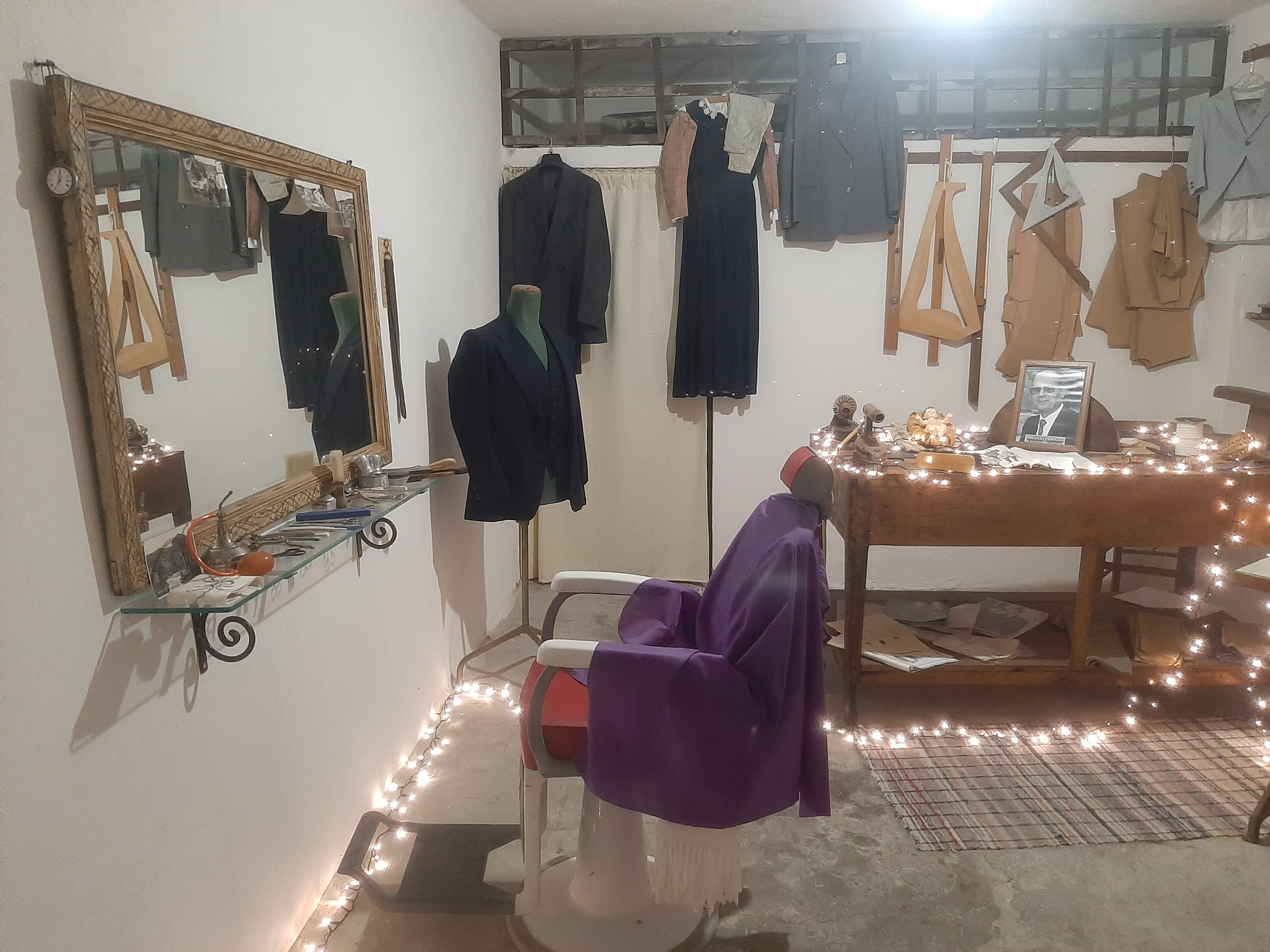
Sartoria-barberia
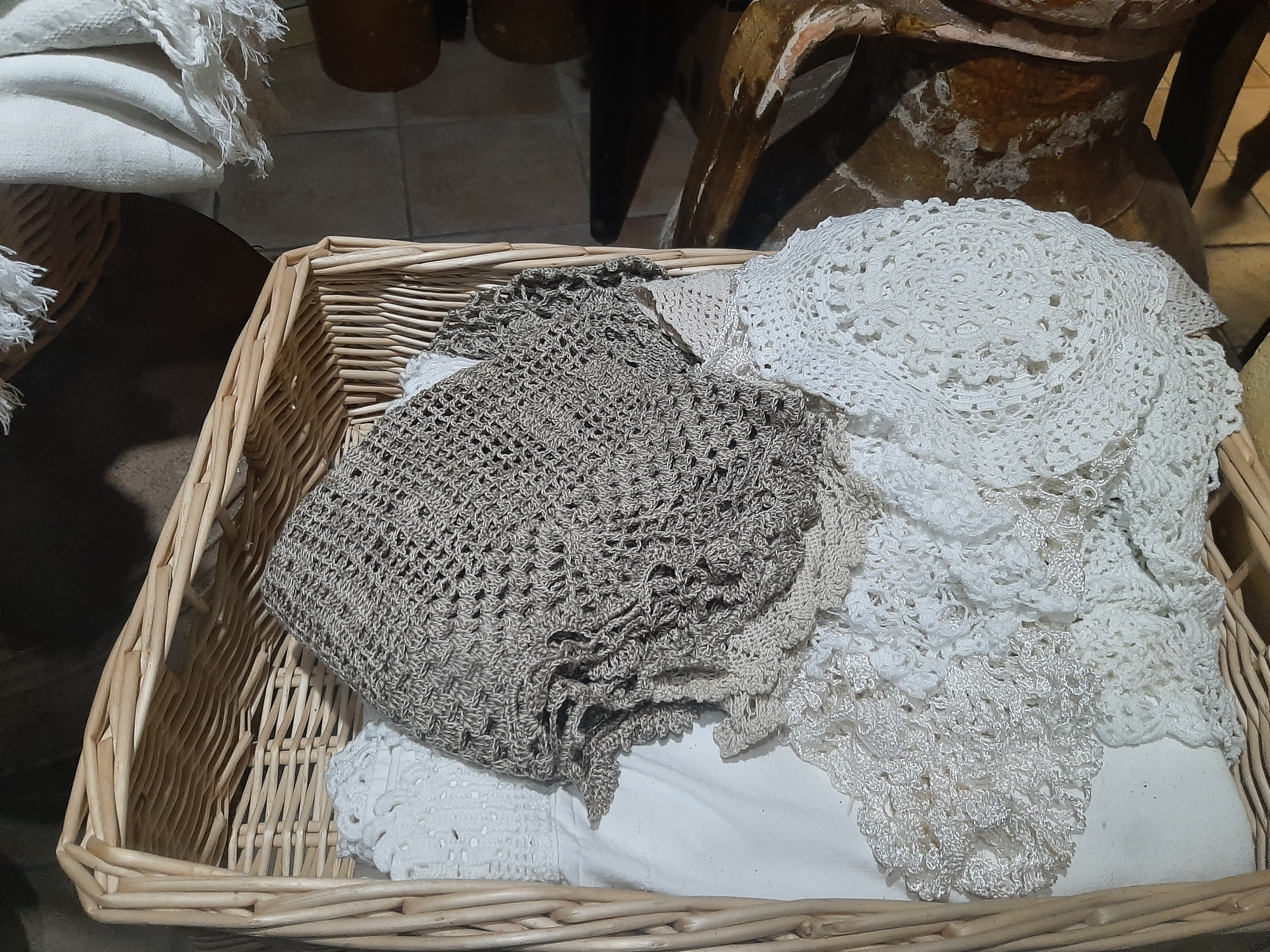
Opere a uncinetto
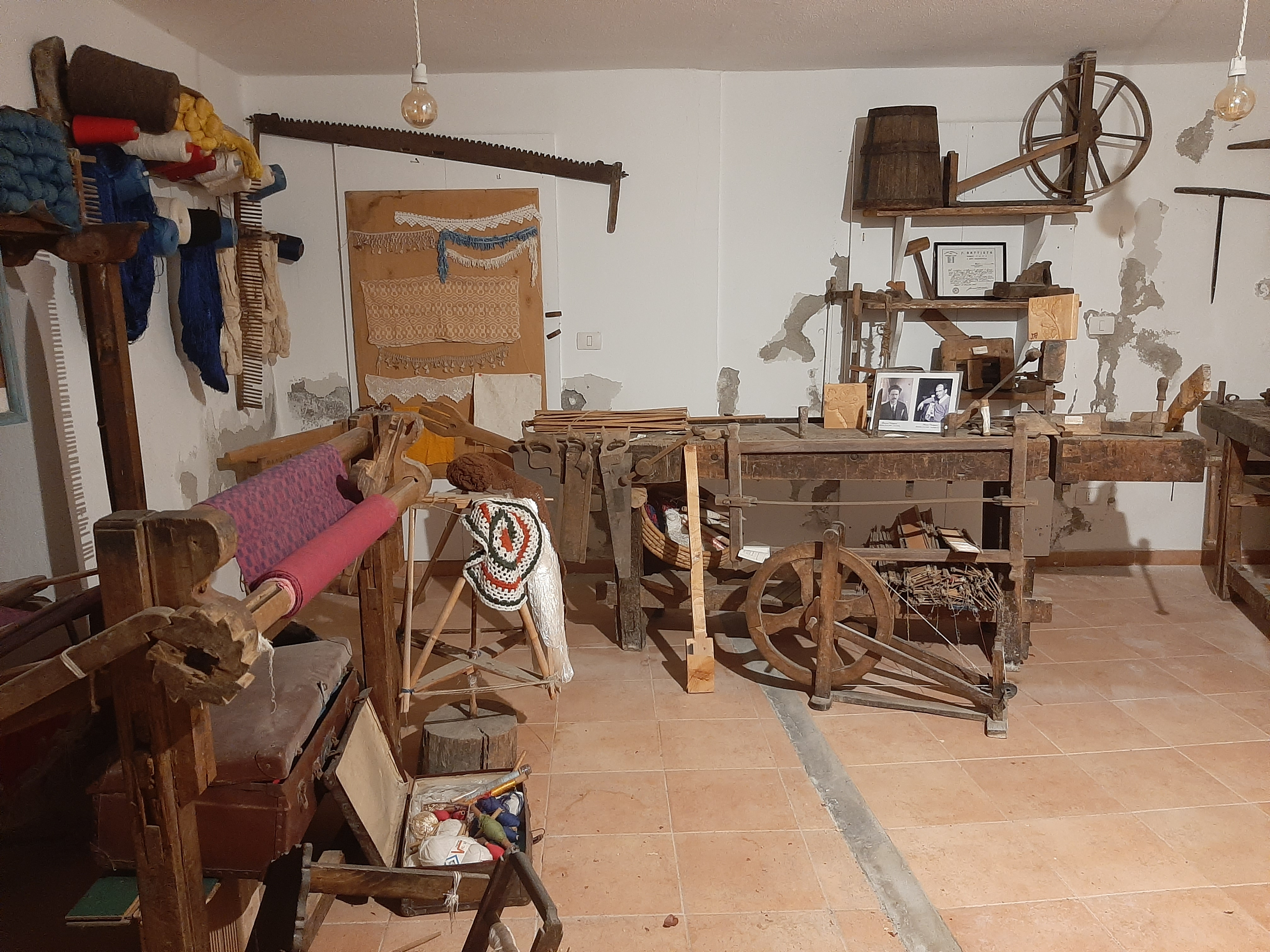
Esposizione di antichi telai per la produzione di tessuti
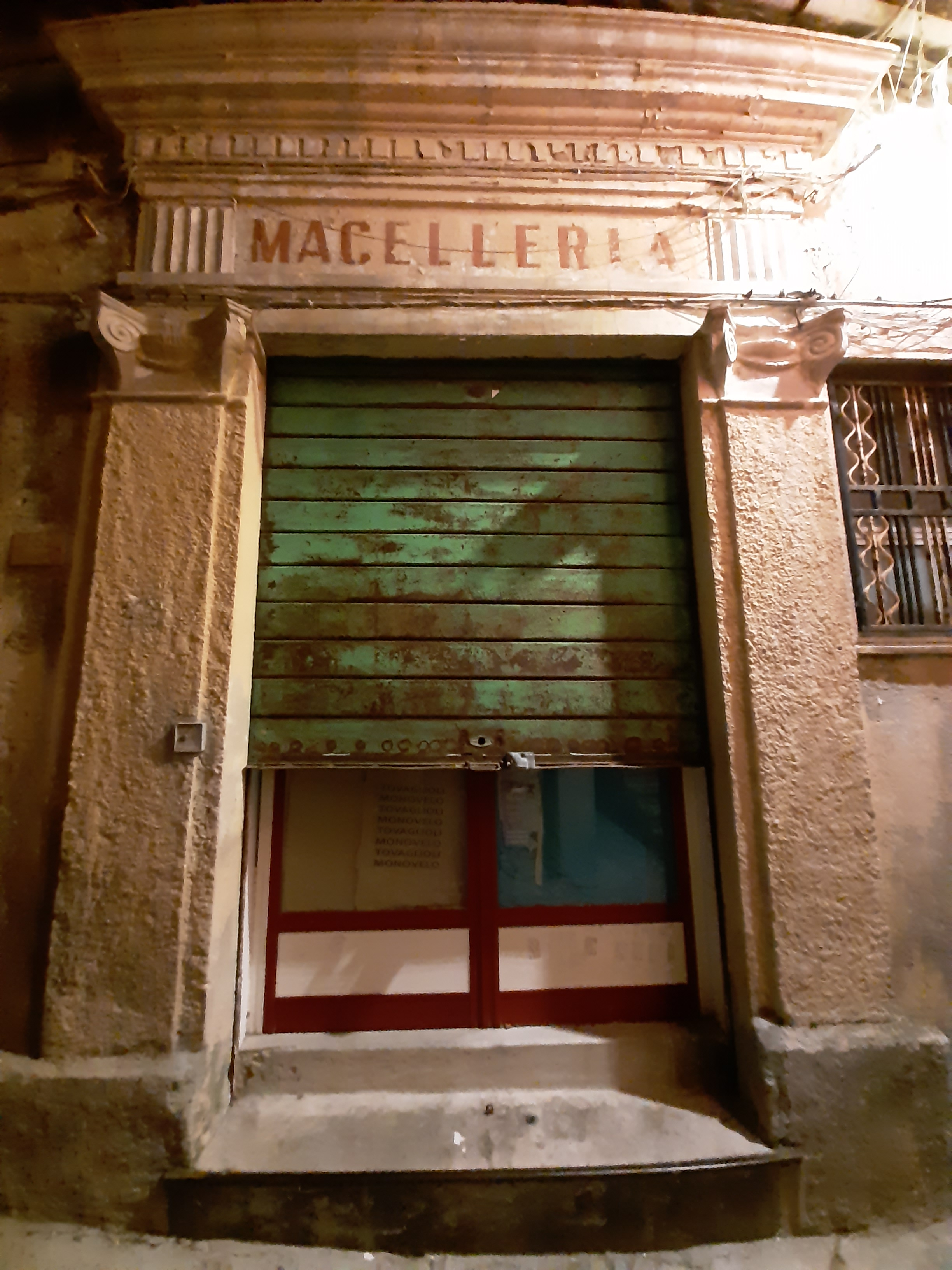
Ingresso di un'antica macelleria

## Infrastrutture e trasporti

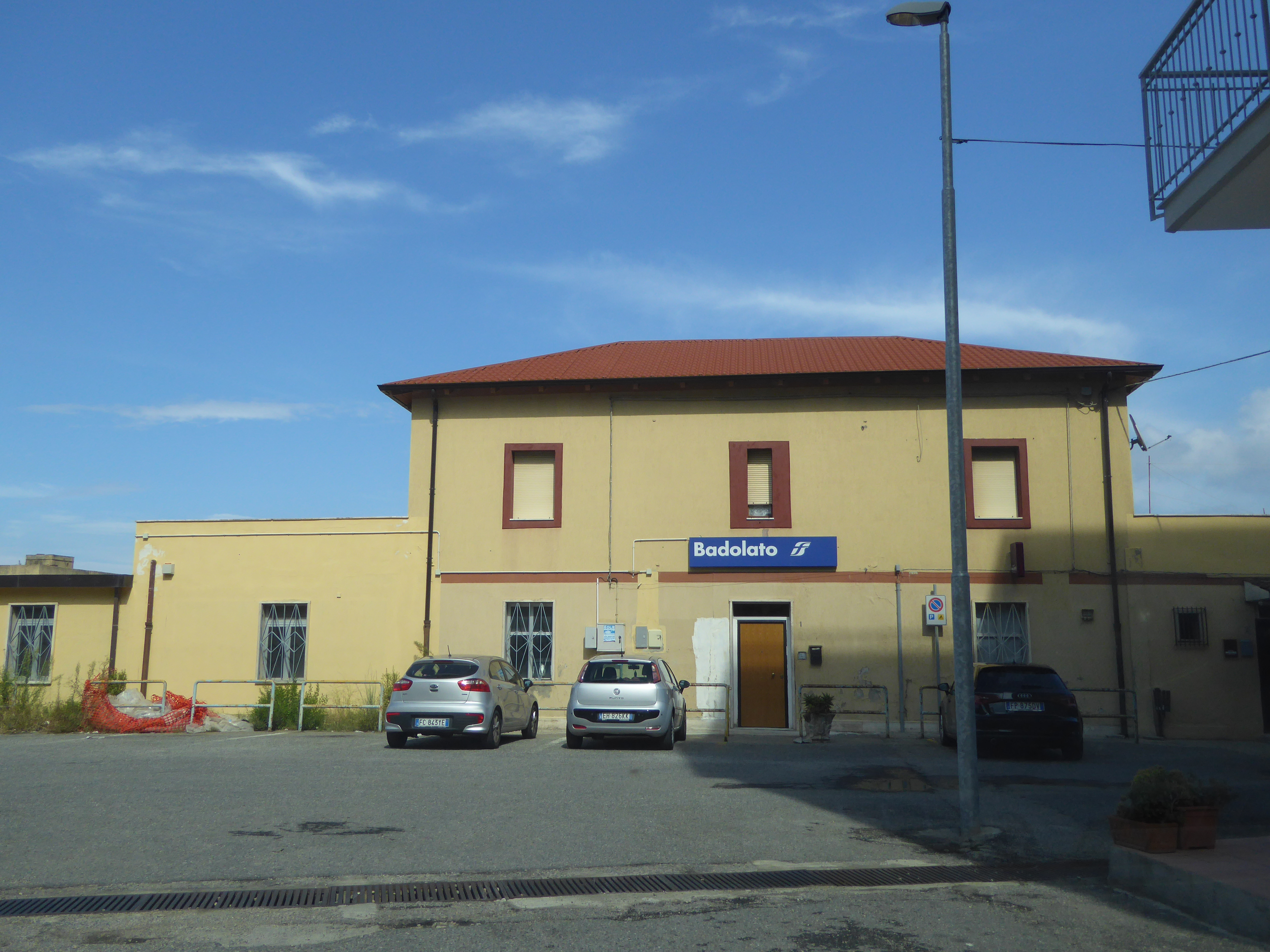
Stazione di Badolato

Il territorio comunale di Badolato è attraversato dalla Strada statale 106 Jonica e dalle strade provinciali 135, 136 e 137.
La stazione ferroviaria di Badolato è situata sulla ferrovia Jonica (che collega Taranto a Reggio Calabria).
Il porto turistico è situato a Badolato Marina.

## Amministrazione
| Periodo         | Periodo         | Primo cittadino          | Partito                            | Carica                    | Note   |
| --------------- | --------------- | ------------------------ | ---------------------------------- | ------------------------- | ------ |
| 27 aprile 1997  | 13 maggio 2001  | Gerardo Mannello         | lista civica                       | sindaco                   |        |
| 13 maggio 2001  | 31 ottobre 2002 | Gerardo Mannello         | lista civica                       | sindaco                   |        |
| 31 ottobre 2002 | 13 giugno 2004  |                          |                                    | commissario straordinario |        |
| 13 giugno 2004  | 24 maggio 2007  | Andrea Menniti           | lista civica Udemocrazia cristiana | sindaco                   |        |
| 24 maggio 2007  | 14 aprile 2008  | Sebastiano Cento         |                                    | commissario straordinario |        |
| 14 aprile 2008  | 27 maggio 2013  | Giuseppe Nicola Parretta | lista civica                       | sindaco                   |        |
| 27 maggio 2013  | 23 maggio 2014  | Giuseppe Nicola Parretta | lista civica La vela               | sindaco                   |        |
| 23 maggio 2014  | 5 giugno 2016   |                          |                                    | commissario straordinario | [ 63 ] |
| 5 giugno 2016   | 4 ottobre 2021  | Gerardo Mannello         | lista civica Nuovi orizzonti       | sindaco                   |        |
| 4 ottobre 2021  | 31 gennaio 2024 | Giuseppe Nicola Parretta | lista civica Vivi Badolato         | sindaco                   |        |

Il 23 maggio 2014 il Consiglio dei Ministri scioglie il comune di Badolato per infiltrazioni mafiose.

### Gemellaggi
- Wetzikon[65]

## Sport

### Calcio
La principale squadra di calcio di Badolato è l'A.S.D. Badolato, che milita nel girone C calabrese di Prima Categoria.